# ゼノナス・ペトラウスカス
ゼノナス・ペトラウスカス（リトアニア語: Zenonas Petrauskas、1950年6月22日 - 2009年1月18日）は、リトアニアの法学者。専門は国際法。2004年から2006年には、同国の外務副大臣も務めた。
カウナス県チェキシュケー生まれ。アリオガラの中高一貫校からヴィリニュス大学法学部に進学し、1975年に卒業した。1982年にリトアニア科学アカデミー哲学・社会学・法学研究所から博士号を取得。ドイツのケルン大学オストレヒト研究所、スウェーデンのウメオ大学政治学研究所、デンマークのオーフス大学、ベルギーのリブール・ド・ブリュッセレーズ大学と、欧州各地の大学を転々とした。
1991年から2005年9月まで、ヴィリニュス大学法学部国際法・EU法学科の学科長を務めた。外交法や領事法に関する論文もある。ヴィリニュスにて死去。

## 著作
- Petrauskas, Zenonas; Dainius Žalimas, Skirgailė Žaltauskaitė–Žalimienė (2003). Diplomatinė teisė. Teisinės informacijos centras. ISBN 9955-557-15-X
- Petrauskas, Zenonas (2007). Konsulinė teisė. Teisinės informacijos centras. ISBN 9789955300052